# Рязанский завод металлокерамических приборов
Рязанский завод металлокерамических приборов — российская публичная компания, единственная в России и странах СНГ, выпускающая герметизированные магнитоуправляемые контакты (герконы). Входит в состав холдинговой компании «Росэлектроника» Государственной корпорации «Ростех».

## О предприятии
Рязанский завод металлокерамических приборов (РЗМКП) организован 19 сентября 1963 года для выпуска продукции производственно-технического и специального назначения.
Выпускаемая продукция:
- Герметизированные магнитоуправляемые контакты (герконы)
- Приборы и датчики охранной сигнализации
- Датчики контроля уровня жидкости и масла для семейства автомобилей ВАЗ-2110-15
- Солнечные фотоэлектрические установки
- Герконовые реле

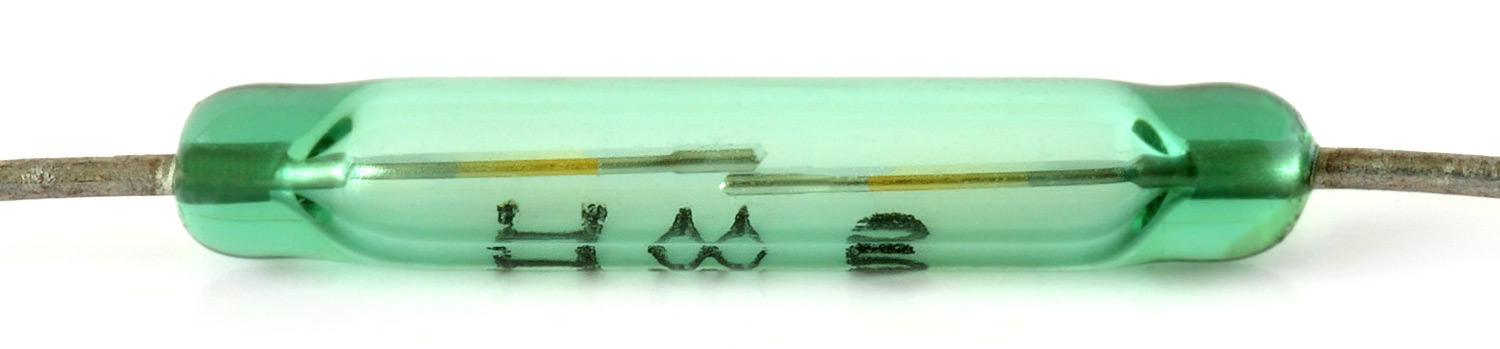
Герконовое реле

Производственные мощности рассчитаны на изготовление 200 млн шт. герконов в год. В 2007 году РЗМКП выпускало 21 наименование герконов.

Принцип работы герконового реле

Потребители продукции — предприятия радиотехнической, авиационной, автомобильной промышленности, предприятия средств связи, ГУВО МВД РФ.На предприятии действует система качества, сертифицированная в соответствии с требованиями стандарта ИСО 9001:2000. Завод является постоянным участником выставок и ярмарок федерального и международного значения.

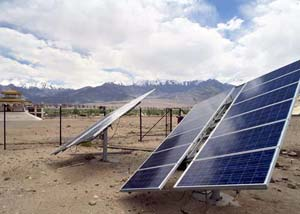
Солнечные фотоэлектрические модули

В своё пятидесятилетие завод стал участником федеральной целевой программы развития оборонно-промышленного комплекса, в рамках которого планируется существенное обновление производственных мощностей.
По данным СМИ на 2013 год Рязанский завод металлокерамических приборов занимает 15 % мирового рынка герконов. Завод поставил на экспорт 136,7 млн герконов в 52 страны мира. Кроме того, за весь период существования завода было выпущено 3,5 миллиарда единиц герконов. Завод входит в четверку мировых лидеров и производит более 20 типов герконов с длиной колбы от 7 до 50 мм и коммутируемой мощностью от 1 до 250 Ватт.
Заводом разработаны фотоэлектрические модули, преобразующие солнечную энергию в электрическую, сопоставимые с зарубежными аналогами.

## Достижения
В 2012 году ряд сотрудников завода стали лауреатами Всероссийского конкурса «Инженер года» за вклад в развитие российской промышленности.
В 2013 году завод занял 9 место в общенациональном международном экономическом рейтинге «Экспортер года 2013». Также был включен в группу «Золото рейтинга» в списке топ-50.